# Rivière Beattie
Pour les articles homonymes, voir Beattie.
La rivière Beattie coule dans le territoire non organisé de Mont-Alexandre (canton de Fortin) et dans la ville de Percé, dans la municipalité régionale de comté (MRC) Le Rocher-Percé, dans la région administrative de la Gaspésie-Îles-de-la-Madeleine, au Québec, au Canada.
La "rivière Beattie" est un affluent de la rive Ouest de la baie La Malbaie laquelle s'ouvre sur le littoral Ouest du golfe du Saint-Laurent.

## Géographie
La "rivière Beattie" prend sa source de ruisseaux de montagne dans le canton de Fortin dans le territoire non organisé de Mont-Alexandre. Cette source est située à :
- 8,9 km au Sud de la limite du canton de York (situé dans la ville de Gaspé) ;
- 13,7 km au Nord-Ouest du pont de la route 132 enjambant la rivière Beattie près de sa confluence ;
- 23,1 km au Sud du centre-ville de Gaspé.

À partir de sa source, la rivière Beattie coule sur 18,4 km entre la rivière Malbaie (Percé) (située du côté Nord) et la rivière du Portage (Percé) (située du côté Sud). Le cours de la rivière Beattie est réparti selon les segments suivants :
- 2,2 km vers le Sud-Est dans le canton de Fortin, jusqu'à la limite de la municipalité de Percé ;
- 2,4 km vers le Sud-Est dans la municipalité de Percé, en passant au Sud du lieu-dit "La Petite Grange", jusqu'à la confluence d'un ruisseau (venant de l'Ouest) ;
- 4,5 km vers le Nord-Est, jusqu'à la confluence d'un ruisseau (venant du Nord-Ouest) ;
- 9,3 km vers le Sud-Est en serpentant par endroits, jusqu'au pont de la route 132 (route des Pionniers) qui est situé à la confluence de la rivière[1].

La rivière Beattie se déverse sur la rive Nord-Ouest de la partie Sud du marais Bridgewater, dans le lieu-dit "La Grand-Mare". Cette confluence est située à :
- 0,6 km à l'Ouest de la jetée du barachois de Malbaie ;
- 3,9 km au Sud-Est du pont de la route 132 (route des Pionniers) enjambant la rivière Malbaie (Percé) ;
- 9,7 km au Sud-Est de la pointe de la presqu'île du village de Percé.

## Toponymie
Le terme "Beattie" constitue un patronyme de famille d'origine britannique.
Le toponyme "rivière Beattie" a été officialisé le 5 décembre 1968 à la Commission de toponymie du Québec.